# Galactus
Galactus es un personaje ficticio, un supervillano que aparece en historietas estadounidenses publicadas por Marvel Comics. Anteriormente un hombre mortal, es una entidad cósmica que consume planetas para sostener su fuerza vital y desempeña un papel funcional en el mantenimiento de la continuidad primaria de Marvel. Fue creado por Stan Lee y Jack Kirby y apareció por primera vez en Fantastic Four #48 (marzo de 1966).
Lee y Kirby querían presentar un personaje que rompiera con el arquetipo del villano estándar. En la primera aparición del personaje, Galactus fue representado como una figura divina que se alimentaba drenando la energía de los planetas vivos y operaba sin tener en cuenta la moralidad o los juicios.
El origen inicial de Galactus fue el de un explorador espacial Taa-an llamado Galan que adquirió habilidades cósmicas al pasar cerca de una estrella, pero el escritor Mark Gruenwald desarrolló aún más los orígenes del personaje, presentando a Taa y Galán como existiendo en el universo antes del Big Bang que inició el escenario del universo primario actual. Cuando el universo de Galán llegó a su fin, se fusionó con la "Sentencia del Universo" para convertirse en Galactus, una entidad que ejercía tal poder cósmico que requería devorar planetas enteros para sostener su existencia. Material adicional escrito por John Byrne, Jim Starlin y Louise Simonson exploró el papel y el propósito de Galactus en el Universo Marvel, y examinó las acciones del personaje a través de temas como genocidio, destino manifiesto, ética y existencia natural/necesaria. Frecuentemente acompañado por un heraldo (como Silver Surfer), el personaje ha aparecido como antagonista y protagonista en papeles centrales y secundarios. Desde su debut en la Edad de plata de las historietas, Galactus ha desempeñado un papel en más de cinco décadas de continuidad de Marvel. En 2009, Galactus ocupó el quinto lugar en la lista de IGN de los "100 mejores villanos de historietas", que citó la "presencia más grande que la vida" del personaje como uno de los villanos más importantes jamás creados. IGN también señaló que "Galactus es uno de los pocos villanos en nuestra lista que realmente desafía la definición de malhechor", ya que el personaje se ve obligado a destruir mundos debido a su hambre, en lugar de hacerlo con fines maliciosos.
El personaje ha aparecido en otros medios de Marvel, como juegos arcade, videojuegos, series de televisión animadas y la película de 2007 Los 4 Fantásticos y Silver Surfer. Aparece en la película del Universo cinematográfico de Marvel The Fantastic Four: First Steps (2025), interpretado por Ralph Ineson.

## Historia
Galactus se llamaba originalmente Galan, un humanoide nacido en el planeta Taa, un paraíso como mundo cuya civilización habría sido la más avanzada de cualquiera de los universos conocidos. Sin embargo, su mundo estaba al borde del colapso debido a una hipotética gran implosión.
Antes de esto, Galan descubrió que la plaga entrópica amenazaba a Taa; aunque en un principio dudó de su descubrimiento, pronto se demostró con la destrucción de las civilizaciones cercanas a Taa. A pesar de los esfuerzos de los mejores científicos de Taa, no pudieron encontrar una cura y las radiaciones entrópicas comenzaron a hacer estragos en su población.
Galan convenció a un pequeño grupo de supervivientes para morir de forma gloriosa lanzando una nave espacial en el ardiente crisol cósmico. Sus compañeros murieron por efecto de la intensa radiación, pero Galan se vio pleno de una nueva energía, salvado por la Fuerza Fénix del agónico universo. La energía viviente habló a Galan y le introdujo indemne dentro del Huevo Cósmico. Cuando en el consiguiente Big Bang el Huevo Cósmico explotó, creó un nuevo universo. Simultáneamente, Galan y su nave espacial fueron recreados junto con las encarnaciones de Eternidad, Infinito y la Muerte. Vagó inerte durante millones de años mientras la vida comenzaba a poblar el nuevo universo. Su nave se estrelló en un planeta innominado, en donde Ecce el Vigilante vio cómo su ocupante emergía de la misma como pura energía; Ecce reconoció el peligro que traía consigo el naciente ser y podría haberle destruido, pero no hizo nada cumpliendo el juramento de no interferencia de los Vigilantes. Devolviendo la nave al espacio, el ser que una vez fue Galan arrojó los cuerpos sin vida de sus compañeros al vacío. Después creó un traje acorazado para contener y regular la terrible energía de la que estaba formado y transformó su barco en una cámara de incubación, en donde pasó incontables siglos evolucionando hacia su forma actual.
Tiempo después la nave volvió a caer en la órbita de un planeta, Archeopia; la avanzada civilización surgida en él escanearon al recién incorporado satélite, y, detectando sus asombrosas energías, decidieron sabiamente no interactuar con ella. Años después, cuando una guerra interestelar se extendió por ese sector del espacio, los enemigos sin identificar de los archeopianos confundieron la nave-incubadora con un arma y le dispararon. Emergiendo indemne de la misma, el ser que se autobautizó como Galactus pronto acabó tanto con los invasores como con los defensores de Archeopia, para después consumir la bioenergía del planeta (primero de los muchos mundos que perecerían ante su hambre cósmica); tan solamente una pequeña flota de archeopianos sobreviviría a la catástrofe.
Examinando la destrucción que había creado, Galactus decidió crear un mundo que eclipsase a cualquier otro existente. Esto le llevaría milenios, incluyendo descansos para recobrar sus energías a través de la destrucción de nuevos mundos; finalmente Galactus completó Taa II, una inmensa nave que se convirtió en su nuevo hogar. Inicialmente, Galactus dejaba pasar siglos sin alimentarse, buscando mundos inhabitados que fuesen capaces de proporcionar vida; pero gradualmente se vio hambriento con más frecuencia, y comenzó a consumir mundos habitados si no encontraba otros. Galactus racionalizó sus acciones considerándose un ser superior, una creencia más fácil de sustentar gracias a la profecía que sostenía que algún día compensaría al universo por toda la destrucción causada, concediéndole mucho más de lo que le había arrebatado. A pesar de conseguir no caer presa de los remordimientos, Galactus sentía la angustia de la soledad, por ello creó un ser a su imagen y semejanza. Sin embargo, mientras que Galactus se contentaba con sobrevivir, su creación ansiaba conquistas, por ello se ganó el nombre de Tirano. El Tirano combatió a su creador en una batalla indescriptible, de donde Galactus salió triunfante.
Después de esto, Galactus decidió usar varios sirvientes sin mente, siendo los más usados los llamados Castigadores, probablemente seres creados o esclavizados por el Devorador de Mundos. Finalmente, llegó a la conclusión de que era más eficiente enviar un heraldo en busca de nuevos mundos que hacerlo en persona. Su primer heraldo fue derrotado y encarcelado, presumiblemente por su naturaleza malvada y violenta. Este heraldo, el Caído, escapó varias veces a lo largo de milenios, cada vez atacando a su antiguo amo, quien siempre le derrotó.
Ya en tiempos más o menos cercanos, Galactus amenazó con devorar el planeta Zenn-La, pero fue convencido por el nativo Norrin Radd para perdonarlo a cambio de convertirse en su nuevo heraldo. Galactus transformó a Radd en Silver Surfer, suprimiendo su moral para que pudiese conducirle a mundos habitados cuando fuese necesario, como el planeta de los simbiontes o el planeta Kree Tarsis. El deslizador ayudó en una ocasión a terminar con la amenaza del señor de la guerra, Kallreich el Inconquistable, para consumir el mundo que había invadido.
Más que un ser, es una fuerza cósmica. Su único fin es mantener el equilibrio universal, aunque esto signifique devorar planetas enteros.

## Artefactos
Uno de sus artefactos más notables es el Nulificador Supremo (en inglés, Ultimate Nullifier): un arma con la que Galactus puede anular de la línea espacio-temporal cualquier objeto, con lo que el objeto nunca existió ni existirá. Su poder es tal que puede destruir al mismo Galactus.

## Poderes y habilidades
Galactus fue creado durante la unión de la sentencia del universo (anterior) y Galan de Taa, se describe como "la encarnación física, metamorfoseada de un cosmos". Aunque no es un ser abstracto, Galactus es una fuerza viva de la naturaleza establecido en la corrección de los desequilibrios entre las entidades conceptuales de la eternidad y la muerte. Su forma verdadera no puede ser percibida por la mayoría de los seres; cada especie ve a Galactus en una forma que pueden comprender, similar a su raza o una deidad de su religión. Galactus también ha aparecido como una estrella humanoide al dirigirse a otros miembros de la jerarquía cósmica.
Galactus utiliza la energía cósmica para realizar hazañas, que han incluido el alcance universal de la conciencia cósmica, la telepatía, telequinesis, proyección de la energía; alteración del tamaño; transmutación de la materia; teleportación de objetos a través del espacio; creación de campos de fuerza y portales; creación de vida, resurrección, manipulación de almas, recuerdos y emociones, y recrear mundos muertos en cada detalle (incluyendo ilusiones totalmente convincentes de toda su población).

## Heraldos
La labor de los heraldos es la de buscar planetas con energía vital suficiente para que Galactus pueda devorarlos y así alimentarse. El primer heraldo de Galactus fue el Tirano, el más conocido fue Silver Surfer quien le propuso hacer ese trabajo para él si perdonaba a su planeta. Aunque este se enfrentó a su amo en la Tierra y fue expulsado de dicho deber, Galactus tuvo a otros heraldos desde entonces.
Los heraldos de Galactus fueron:
- El Caído, el único al que Galactus despidió por ser sádico y considerarlo peligroso. Uno de los Caídos fue originalmente un Heraldo de la entidad cósmica Galactus, y fue su primer intento de crear un servidor, pero a diferencia de los otros, demuestra ser muy cruel y es finalmente encarcelado por Galactus.

- Silver Surfer era inquieto y tenía anhelo por algo más que el placer ocioso perseguido por sus compatriotas. Frente a la destrucción total de su planeta Zenn-La, hace un acuerdo con Galactus. A cambio de la seguridad de su mundo y su amante, Shalla-Bal, Radd se compromete a sí mismo para servir a Galactus.

- Caminante Aéreo: Gabriel Lan fue un miembro del Cuerpo Nova y el capitán del cuerpo diplomático y de exploración espacial "Way-Opener". De regreso de una misión en el espacio, se enfrenta a Galactus, que secuestra a Lan y le ofrece transformarle en un heraldo, de manera similar a la de Silver Surfer. Un dispuesto Lan acepta y se convierte en el Caminante Aéreo. Pyreus Kril, el amigo de Lan, se obsesiona con la búsqueda de Galactus después del secuestro. Lan, en un viaje para buscar un planeta para el sustento de Galactus, es atacado y muere, pero Galactus consigue recuperar su alma e introducirla en el cuerpo de un androide.

- Señor del Fuego: Pyreus Kril nació en el planeta Xandar, en la galaxia de Andrómeda. Se graduó en la Academia del Cuerpo Nova, el ejército y la fuerza de exploración del planeta Xandar. Durante su cometido, fue a bordo de un buque bajo el mando de Gabriel Lan. Gabriel y Pyreus se hicieron amigos, hasta que Gabriel fue secuestrado por la entidad cósmica Galactus y se transformó en el nuevo heraldo. Pyreus asume el mando como capitán e inicia una búsqueda obsesiva de Gabriel. Pyreus finalmente localiza a Galactus y se enfrenta a él, solo para descubrir después que su compañero ha muerto. Apenado, decide relevarle en su puesto de heraldo.

- El Destructor era un traje encantado de Asgard. Cuando apareció por primera vez se insinuó que el Destructor se había creado como un arma para hacer frente a alguna oscura amenaza de las estrellas. El Destructor fue utilizado por Loki en varias ocasiones, y cada vez ha estado cerca de matar a Thor. Es rescatado por Karnilla y animado por SIF, que lo utiliza para la batalla. En una etapa, Thor ofrece la armadura a Galactus, a cambio de la liberación del actual Heraldo: Firelord. Galactus acepta, y el Destructor se convierte en su Heraldo. Hasta que finalmente fue capturado por Loki.

- Terrax: el Domador TYROS fue gobernante de la ciudad-estado de Lanlak en el planetoide Birj, un satélite del gigante gaseoso Marman. TYROS es observado por la entidad cósmica Galactus, que decide que la debilidad de su anterior heraldo había sido su compasión. Cuando los Cuatro Fantásticos encuentran a Galactus y le piden ayuda para detener la entidad Sphinx, y Galactus acepta a cambio que dejen que Terrax se convierta en su heraldo.

- Nova (Frankie Raye): Frankie Raye nació en la ciudad de Nueva York. Trabajó para las Naciones Unidas como intérprete. Ella se convirtió en la novia de Johnny Storm, y tenía miedo al fuego. Más tarde, su temor se explicó a ser el resultado de un bloqueo mental inducido por su padrastro, Phineas Horton, después de que ella tuviera un accidente con este. Después de romper el bloqueo, ayuda a los Cuatro Fantásticos durante algún tiempo, hasta que se ofrece voluntariamente para convertirse en la heraldo de Galactus.

- Morg había traicionado a su propia raza por la ejecución de su propio pueblo para aquellos que les habían derrotado. En la presencia del Devorador de Mundos, Morg no mostró temor, sino que mostró un respetuoso desafío. Impresionado con Morg y su conducta, Galactus decidió nombrarlo heraldo.

- Red Shift: No se sabe nada sobre Red Shift en el pasado antes de que él se convirtiera en el heraldo de Galactus. En algún momento, le convirtió en adicto al consumo de vida inteligente. Con el tiempo, Red Shift intenta llevarle a la Tierra. Al final fue atrapado por un portal interdimensional creado por él mismo.

- Polvo Estelar: El primer planeta al que guio a Galactus fue Nueva Korbin, después de haber sacrificado la mayor parte de los habitantes del planeta. Esto condujo a la confrontación con Billy Rayos Beta, que estaba ocupado. Los dos lucharon entre sí.

- El Castigador: Ser medio robot medio ser vivo, era usado por Galactus como cazarrecompensas. Tiene un campo de fuerza propio, gran fuerza y una velocidad suprema. Solo ha sido derrotado por Iron Man. Sus orígenes son desconocidos

- Thor: El último heraldo que ha tenido Galactus ha sido Thor (dios del trueno), el Heraldo del Trueno, nombrado así en la historieta "El Heraldo Del Trueno" (THOR). Galactus nombra a Thor su heraldo cuando él (Galactus) aterriza en Asgard muy herido y Silver Surfer le advierte a Thor sobre la llegada del Invierno Negro.

## Otras versiones

### Heroes Reborn
En el universo de Heroes Reborn se introduce un importante cambio en Galactus: se plantea que coloca vainas en numerosos planetas a lo largo del cosmos que hacen que los planetas (incluso la Tierra) desarrollen vida abundante, y se presenta a consumirlos cuando la misma ha florecido en abundancia.
Además, no opera con un heraldo sino con numerosos de ellos: Silver Surfer, Terrax, Señor del Fuego, Plasma y el Caminante Aéreo.
En esta realidad Galactus logró consumir la Tierra, pero el Dr. Doom retrocedió un día al pasado mediante un viaje temporal e intentó manipular los eventos de forma que Galactus fuese derrotado. Aun así, la Tierra fue destruida dos veces más, y solamente en el tercer salto al pasado logró evitar que Galactus consumiera el planeta.

### Universo Ultimate
A Gah Lak Tus, como es su nombre en este universo, se lo presenta como la explicación a la Paradoja de Fermi. La trilogía "Ultimate Nightmare", "Ultimate Secret" y "Ultimate Extinction" se centra en su ataque a la Tierra.

### Marvel Zombies
La llegada de Galactus se desarrolla poco tiempo luego de que la plaga zombi infectara a la mayoría de los superhéroes. Primero, su heraldo, Silver Surfer aterriza avisando la inminente llegada de su amo, pero los "super-zombis" no le dan importancia al aviso y prefieren comerse a Surfer. Norrin pelea valientemente pero Hulk le arranca la cabeza y se la come. Los únicos zombis que logran comer una parte de Surfer son: Spider-Man, Wolverine, Gigant Man, Luke Cage, Coronel América, Iron Man y Hulk, acto consecuente todos ellos adquirieron poderes cósmicos similares a los de Silver Surfer. A la llegada de Galactus a la Tierra, los zombis lo enfrentan. Tras una retirada, los infectados construyen un arma para amplificar sus poderes cósmicos y fusionarlos, el catalizador. Al localizar a Galactus, se dan cuenta de que este está siendo atacado por villanos zombis, Duende Verde, Venom, Juggernaut, Cráneo Rojo, Hombre Topo, Super Skrull, Doctor Doom, Dientes de Sable y Doctor Octopus. Con el catalizador, derriban al Devorador de Mundos y luego se enfrentan contra los villanos por el caído. Todos los héroes vencen en sus combates individuales contra los villanos, excepto el coronel América (a quien, al tener el cerebro al descubierto, Cráneo Rojo se lo arranca). Tras devorar a Galactus, todos los zombis adquieren poderes cósmicos comparables a los del Devorador de Mundos, gracias a los cuales vagaron por el universo devorando planetas enteros.

### Tierra X
En la saga Tierra X, que presenta un futuro alternativo del Universo Marvel, se revela que Galactus ha devorado únicamente aquellos planetas en los cuales se gestaban fetos de los Celestiales, manteniendo así el equilibrio del universo. Como Galactus se ha convertido en una estrella, Franklin Richards asume la forma de Galactus para destruir al feto que se gesta en el planeta Tierra sin destruirla.

### Tierra 552
En esta realidad, los papeles de galactus y Norrin Lad están invertidos; galactus restauraba mundos que previamente habían sido consumidos por una plaga cósmica, mientras que Norrin era un científico militar que sin querer había provocado la destrucción de su planeta, aunque este aquí también había aceptado ser su heraldo con la intención de que engañarle para que restaurara su mundo. Cuando Galactus se negó, Norrin atacó planetas donde era adorado, para posteriormente enfrentarse personalmente a él para adquirir su poder. Mientras le perseguía, fue a parar al Sistema solar, donde le dejó a su merced, donde poco después se enfrentó a la guardia imperial Shi'Ar.

## Aparición en otros medios

### Televisión
- Galactus aparece por primera vez en TV dentro de la serie Los 4 Fantásticos de 1967 en el episodio 14. En el doblaje para Latinoamérica, que se hizo en México, se cambió su nombre por el de Marte.
- Galactus también aparece parodiado en Los padrinos mágicos en el capítulo "Super Mama y Dinamo Papa" cuando Timmy trata de hacer que sus padres renuncien a sus poderes, se hace llamar "Galactimus". Cosmo y Wanda se hacen pasar como sus heraldos, parodiando a Silver Surfer.
- En un capítulo de la sección "Marca M para Monkey" de El laboratorio de Dexter, aparece un ser que parodia a Galactus llamado "Barbacoa el Devorador de Mundos", cuyo heraldo es el "Cucharon Plateado", este ser empala al sol y a todos los planetas del sistema solar para comérselos como una brochette, pero Monkey lo impide.
- En la serie the tick, aparece un personaje similar a galactus, y la garrapata se encarga de limpiar su cuerpo de restos de planetas, hasta que intenta devorar la tierra.
- En la serie de Duck Dodgers aparece Hambrientus, un ser que devora mundos que es una parodia de Galactus.
- Hace su aparición en el final de la primera temporada de El escuadrón de superhéroes, con la voz de George Takei.
- Hace su aparición la serie The Avengers: Earth's Mightiest Heroes como el villano final de la segunda temporada y la serie. Donde se reunirán los héroes que hicieron su aparición en la serie.
- Aparece como cameo en la serie de Ultimate Spider-Man de la primera temporada del episodio 16: "Abajo el Escarabajo".
- Aparece en la serie de Avengers Assemble, de la primera temporada del episodio 22: "Guardianes y Caballeros del Espacio".
- Aparece en la serie de Hulk y los agentes de S.M.A.S.H. de la primera temporada del episodio 15: "Galactus apuesta al verde". En la segunda temporada también aparece en "Planeta Hulk, Parte 1 y 2".
- Aparece en el número 301 de la historieta de Kalimán donde se enfrenta al protagonista del mismo nombre. Se le llama el Loco Rojo.

### Cine
- Galactus apareció en la película Los 4 Fantásticos y Silver Surfer como una amenaza teniendo como heraldo a Silver Surfer. Al final de la película Silver Surfer con la ayuda del poder de su tabla absorbe la energía cósmica de Galactus creando una explosión y desapareciendo en ella. En la película Galactus no muestra su forma habitual, sino que se ve como una entidad amorfa, más grande que la Tierra y en estado gaseoso/plasmático, sin explicarse si este es su cuerpo, su nave u otra cosa. Sin embargo en la primera escena en que se ve la sombra de Galactus reflejado en un planeta tiene vagamente la forma del casco que usa en las historietas.

- Apareció en la película del Universo cinematográfico de Marvel The Fantastic Four: First Steps (2025), interpretado por Ralph Ineson.

### Videojuegos
- Galactus aparece en el videojuego de lucha Marvel vs. Capcom 3: Fate of Two Worlds como el principal antagonista y jefe final del juego. Antes de poder luchar contra él para salvar la Tierra, el jugador ha de enfrentarse a sus heraldos: Doctor Doom, Albert Wesker, Dormammu y Akuma.
- Galactus es el jefe final en Lego Marvel Super Heroes
- Galactus aparece como uno de los villanos en el juego Marvel Ultimate Alliance.
- Galactus aparece como uno de los jefes en Marvel Super Hero Squad: The Infinity Gaunlet.
- Galactus aparece en la Temporada 4 del Capítulo 2 del videojuego Fortnite: Battle Royale bajo el título "Guerra en el Nexus", siendo esta una colaboración con Marvel y funge como el principal antagonista en la temporada ya mencionada, luego en la Temporada 4 del Capitulo 5 en la temporada llamada "Alerta Doom" su cabeza aparece en forma de cameo en el océano de la isla, pero aun conserva los daños que recibió en el evento final que ocurrió 3 capítulos atrás.
- Galactus (bajo el alias de Galan) aparece como personaje jugable en Marvel Contest of Champions.